# Agaricostilbales
Ordre
Les Agaricostilbales sont un ordre de champignons basidiomycètes de la classe des Agaricostilbomycetes.

## Liste des familles
- Agaricostilbaceae
- Chionosphaeraceae
- Crittendeniaceae
- Jianyuniaceae
- Kondoaceae
- Ruineniaceae